# Robbie Chosen
Robbie Chosen (geboren am 9. Mai 1993 in Teaneck, New Jersey als Robert Steven Anderson, auch bekannt als Robby bzw. Robbie Anderson und Chosen Anderson) ist ein US-amerikanischer American-Football-Spieler auf der Position des Wide Receivers für die San Francisco 49ers in der National Football League (NFL). Er spielte College Football für die Temple University. Zuletzt stand Anderson bei den Miami Dolphins unter Vertrag, davor spielte er schon einmal für die San Francisco 49ers, für die New York Jets, die Carolina Panthers und die Arizona Cardinals.

## College
Anderson besuchte die South Plantation High School in Plantation, Florida, wo er als Defensive Back und als Wide Receiver spielte.
Anschließend spielte er Football am College für die Temple University in Philadelphia. Mit zwei Unterbrechungen war Anderson von 2011 bis 2015 für die Temple Owls in der NCAA Division I FBS aktiv. Nach einem Redshirtjahr wurde er 2012 überwiegend in den Special Teams eingesetzt und trainierte als Cornerback. Da er unzufrieden damit war, nicht ausreichend spielen zu können, wollte Anderson das Team verlassen. Nachdem Temple Matt Rhule als neuen Head Coach eingestellt hatte, kehrte Anderson in das Team zurück und spielte fortan als Wide Receiver. Auf dieser Position etablierte er sich 2013 als Stammspieler. Wegen Problemen im akademischen Bereich musste Anderson allerdings die Spielzeit 2014 aussetzen und besuchte ein Community College in Orlando, bevor er 2015 von Temple wiederaufgenommen wurde. In seiner letzten Saison am College fing Anderson 70 Pässe für 939 Yards und sieben Touchdowns.

## NFL
Anderson wurde im NFL Draft 2016 nicht ausgewählt und anschließend als Undrafted Free Agent von den New York Jets unter Vertrag genommen, wo er sich in seiner Rookiesaison schnell zu einem Stammspieler entwickeln konnte.
Seine statistisch beste Saison in New York spielte Anderson 2017, als er 941 Yards Raumgewinn durch gefangene Pässe und sieben Touchdowns verbuchen konnte.
In der Saison 2018 war Anderson mit 50 gefangenen Pässen, 752 Receiving Yards und sechs Touchdowns der erfolgreichste Wide Receiver der Jets. Anschließend belegte sein Team ihn mit einem Second-Round Tender, der Anderson knapp 3,1 Millionen US-Dollar für die kommende Saison einbrachte.
Im Frühjahr 2020 unterschrieb Anderson nach dem Auslaufen seines Vertrags bei den Jets einen Zweijahresvertrag bei den Carolina Panthers über 20 Millionen US-Dollar. Dort gelang ihm mit 95 gefangenen Pässen für 1096 Yards seine erste Saison mit über 1000 Yards Raumgewinn im Passspiel. Daraufhin einigte Anderson sich vor Beginn der Saison 2021 mit den Panthers auf eine Vertragsverlängerung um zwei Jahre im Wert von 29,5 Millionen US-Dollar. In der Saison 2021 fing Anderson lediglich 53 Pässe für 519 Yards.
Am sechsten Spieltag wurde Anderson nach einer Auseinandersetzung mit einem Assistenztrainer von Interimsheadcoach Steve Wilks gegen die Los Angeles Rams vom Feld genommen. Tags darauf wurde er am 17. Oktober 2022 gegen einen Sechstrundenpick 2024 und einen Siebtrundenpick 2025 an die Arizona Cardinals abgegeben, bei denen sich zuvor Wide Receiver Marquise Brown verletzt hatte.
Am 8. März 2023 wurde er von den Cardinals entlassen.
Am 17. April 2023 nahmen die Miami Dolphins Anderson unter Vertrag. Er schaffte es nicht in den 53-Mann-Kader für die Regular Season, wurde aber am 4. September 2023 zunächst in den Practice Squad aufgenommen und am 30. September 2023 in den aktiven Kader berufen. Er fing in neun Spielen vier Pässe für 126 Yards und einen Touchdown. Im August 2024 nahmen die San Francisco 49ers ihn unter Vertrag. Am 27. August 2024 wurde er im Rahmen der Kaderverkleinerung auf 53 Spieler vor Beginn der Saison 2024 von den 49ers entlassen. Daraufhin kehrte er zu den Miami Dolphins zurück und schloss sich ihrem Practice Squad an. Er kam in zwei Spielen zum Einsatz, bevor er am 17. September 2024 entlassen wurde.
Am 3. August 2025 wechselte Chosen erneut zu den San Francisco 49ers, bei denen er einen Einjahresvertrag unterzeichnete.

## NFL-Statistiken
| 2016                               | New York Jets     | 16  | 8  | 42  | 587  | 14,0 | 52 | 2  | 1 | 1 |
| 2017                               | New York Jets     | 16  | 15 | 63  | 941  | 14,9 | 69 | 7  | 0 | 0 |
| 2018                               | New York Jets     | 14  | 9  | 50  | 752  | 15,0 | 76 | 6  | 2 | 2 |
| 2019                               | New York Jets     | 16  | 15 | 52  | 779  | 15,0 | 92 | 5  | 1 | 0 |
| 2020                               | Carolina Panthers | 16  | 16 | 95  | 1096 | 11,5 | 75 | 3  | 1 | 1 |
| 2021                               | Carolina Panthers | 17  | 16 | 53  | 519  | 9,8  | 57 | 5  | 0 | 0 |
| 2022                               | Carolina Panthers | 6   | 5  | 13  | 206  | 15,8 | 75 | 1  | 1 | 1 |
| 2022                               | Arizona Cardinals | 10  | 2  | 7   | 76   | 10,9 | 21 | 0  | 0 | 0 |
| 2023                               | Miami Dolphins    | 2   | 0  | 1   | 5    | 5,0  | 5  | 0  | 0 | 0 |
| Total                              | Total             | 122 | 86 | 380 | 5087 | 13,4 | 92 | 30 | 6 | 5 |
| Quelle: pro-football-reference.com |                   |     |    |     |      |      |    |    |   |   |